# Sphaerospora lutjani
Sphaerospora lutjani is een microscopische parasiet uit de familie Sphaerosporidae. Sphaerospora lutjani werd in 1996 beschreven door Kpatcha, Diebakate & Toguebaye. 